# Jacob Laursen
Jacob Laursen (født 6. oktober 1971) er en tidligere dansk professionel fodboldspiller. Han opnåede 25 landskampe for  Danmark i perioden 1995-1999.

## Karriere
Jacob Laursen kom første gang på græs hos Vejle Kammeraterne i det sydlige Vejle, før han skiftede til byens store klub, Vejle Boldklub. 
I 1989 modtog Jacob Laursen Arlas Landsholdstalentpris for U-19 spillere – i øvrigt samme år som hans klubkammerat Brian Steen Nielsen modtog prisen for U/21 spillere. I tiden som VB'er blev Jacob Laursen udtaget til Danmarks U-21 landshold 24 gange, men han nåede ikke at repræsentere barndomsklubben på  A-landsholdet.
Da Vejle Boldklub i 1991 rykkede ud af landets bedste række, blev Jacob Laursen kort efter hentet til Silkeborg IF, hvor han opnåede stor succes. Bl.a. var han med til at sikre klubben dets første og hidtil eneste  Danmarksmesterskab. Yderligere blev han udtaget til  Danmarks A-landshold, hvor han spillede 10 kampe som SIF'er.
I 1996 blev Jacob Laursen købt af den daværende Premier League-klub, Derby County, for 500.000 pund. I Derby County oplevede han den mest succesfulde periode i karrieren. Ikke nok med at Jacob Laursen var fast mand på det daværende Premier League-hold; han var også anfører i en lang periode og blev i 1998 kåret til klubbens "Player of the Year". 
Laursen spillede også på Danmarks fodboldlandshold. Han opnåede 25 kampe i alt og var blandt andet at være med til at vinde Confederations Cup 1995.
Laursen skiftede i 2003 tilbage til barndomsklubben, Vejle Boldklub,men afsluttede karrieren i 1. division for FC Fredericia.

## Titler
- Danmarksmester med Silkeborg IF 1994
- Confederations Cup 1995 med Danmark
- Danmarksmester med FC København 2001